# Rhamphobrachium agassizii
Rhamphobrachium agassizii is een borstelworm uit de familie Onuphidae. De wetenschappelijke naam van de soort werd in 1887 gepubliceerd door Ernst Heinrich Ehlers.
1. ↑  Ehlers, E.H. (1887). Report on the Annelids. Reports on the results of dredging, under the direction of L.F. Pourtalès, during the years 1868–1870, and of Alexander Agassiz, in the Gulf of Mexico (1877–78), and in the Caribbean Sea (1878–79), in the U.S. Coast Survey steamer "Blake". Memoirs of the Museum of Comparative Zoölogy at Harvard College 15: 70